# 維摩居士

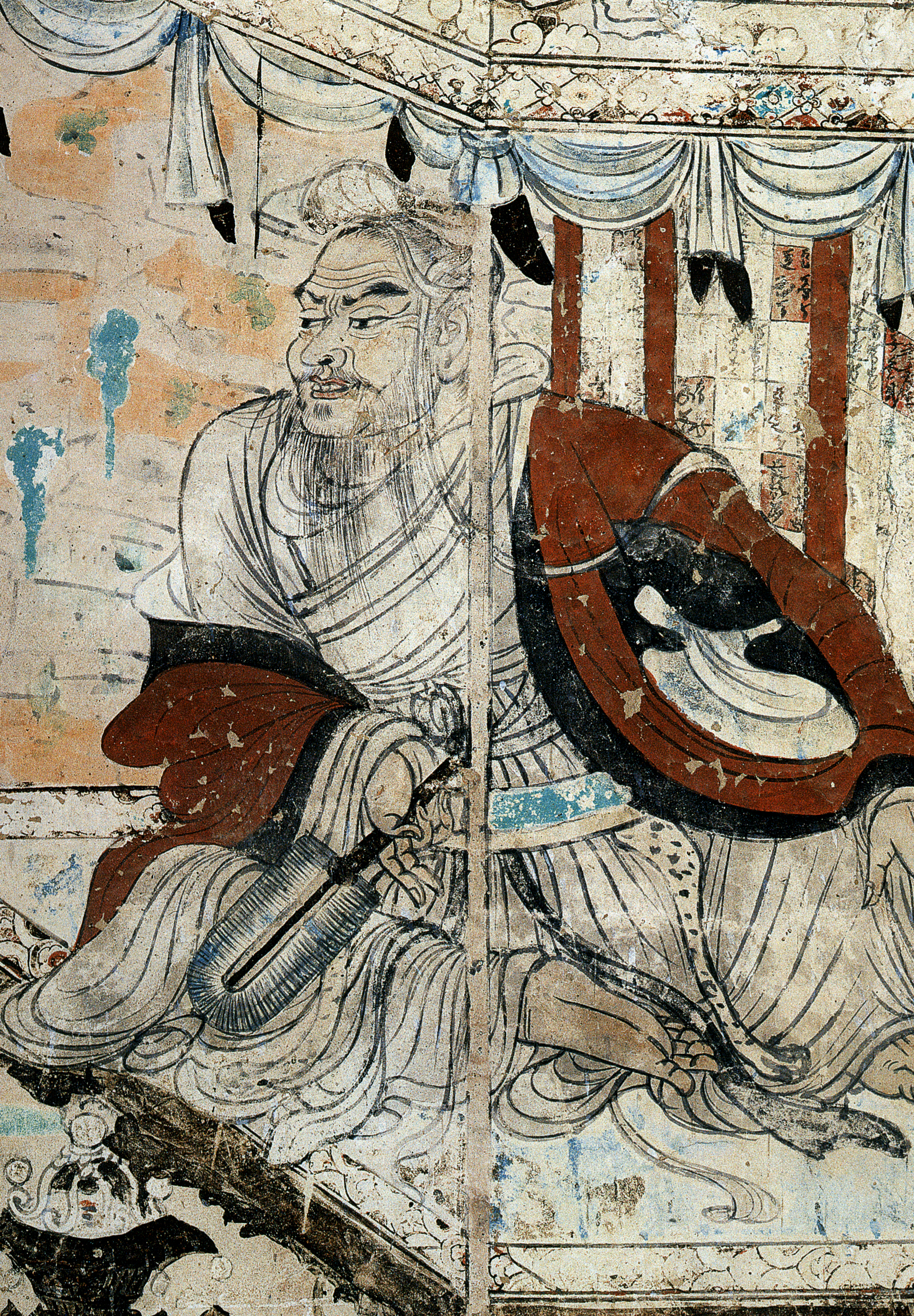
維摩居士（敦煌壁画）

維摩居士（ゆいまこじ、Skt：Vimala-kīrti、ヴィマラ・キールティ、音写：毘摩羅詰、維摩詰、漢訳：浄名（旧訳）、無垢称（新訳）、生没年未詳）は、古代インドの商人で、釈迦の在家の弟子（居士とは在家の弟子のこと）。
古代インド毘舎離城（ヴァイシャーリー）の富豪で、釈迦の在家弟子となったという。もと前世は妙喜国に在していたが
化生して、その身を在俗に委し、大乗仏教の奥義に達したと伝えられ釈迦の教化を輔（たす）けた。無生忍という境地を得た法身の大居士といわれる。
なお、彼の名前は維摩経を中心とする北伝の大乗経典を中心として見られるもので、架空の人物と見る向きもある。一方、南伝パーリ語文献である大般涅槃経に「威徳無垢称王」なる記述があり、これを維摩とした場合には実在人物とみなされる。
維摩経によれば、彼が病気になった際には、釈迦が誰かに見舞いに行くよう勧めたが、舎利弗や目連、大迦葉などの阿羅漢の声聞衆は彼にやり込められた事があるので、誰も行こうとしない。また弥勒などの大乗の菩薩たちも同じような経験があって誰も見舞いに行かなかった。そこで釈迦の弟子である文殊菩薩が代表して、彼の方丈の居室に訪れた。
そのときの問答は有名である。文殊が「菩薩云何通達佛道（どうしたら仏道を成ずることができるか）」と問うと、維摩は「若菩薩行於非道、是為通達佛道（非道を行ぜよ）」と答えた。次に文殊が「云何菩薩行於非道（菩薩は非道をどのように行ずるのか）」と問うと、維摩は「若菩薩行五無間而無惱恚（もし菩薩、五無間を行ずれども、悩恚無し）」「示有妻妾采女而常遠離五欲淤泥（妻妾、采女有ることを示せども、常に五欲の汚泥を遠離す）」等と答える。彼の真意は「非道を行じているように見えても、それに捉われなければ仏道に通達できる」ということを意味している。
大乗経典、特にこの維摩経では、このような論法が随所に説かれており、後々の禅家などで多く引用された。一休宗純などはその典型的な例であると考えられる。

## 絵画・彫刻にみる維摩居士像

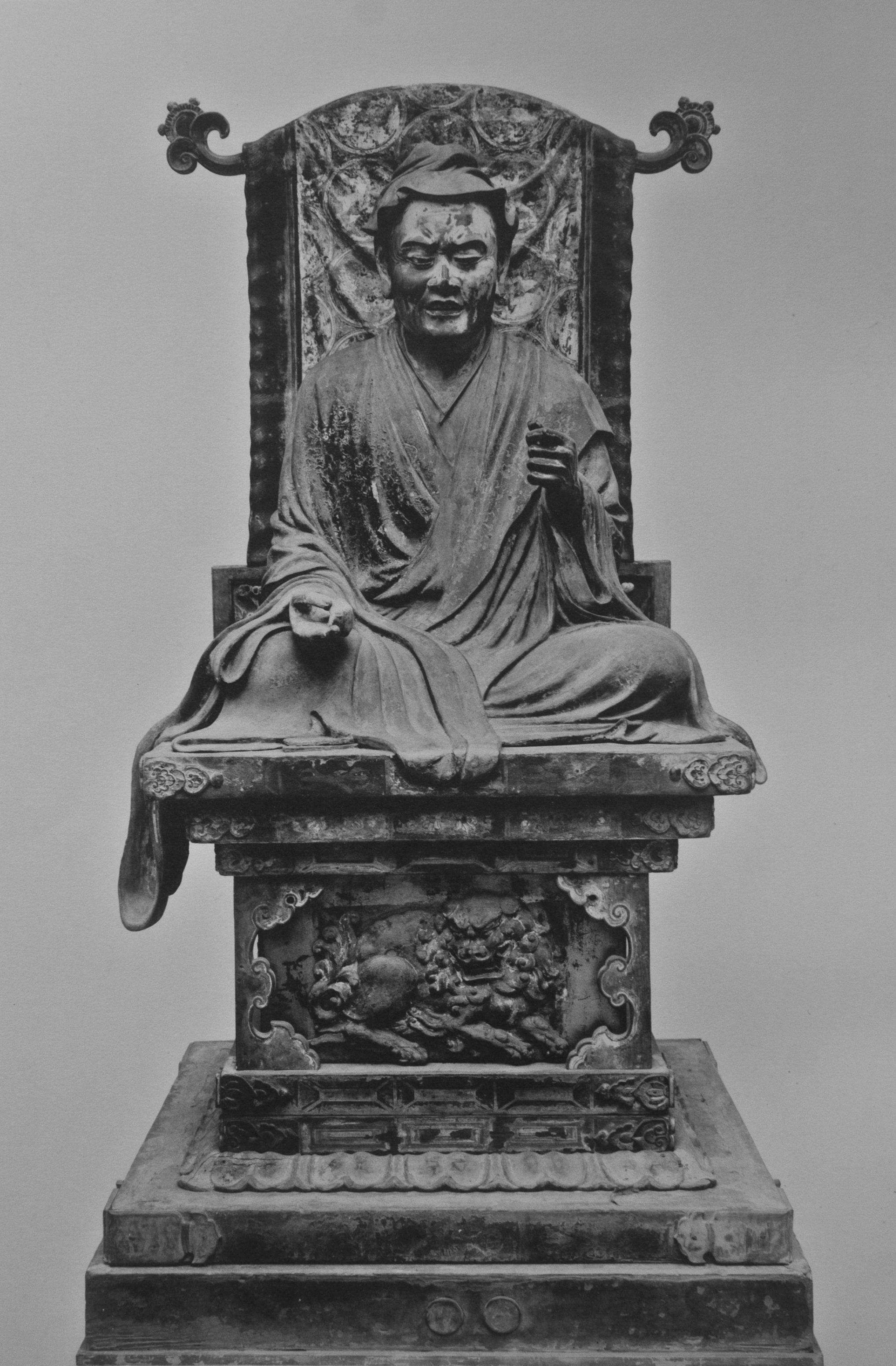
奈良・興福寺東金堂安置 木造維摩居士坐像 建久7年（1196年）定慶作
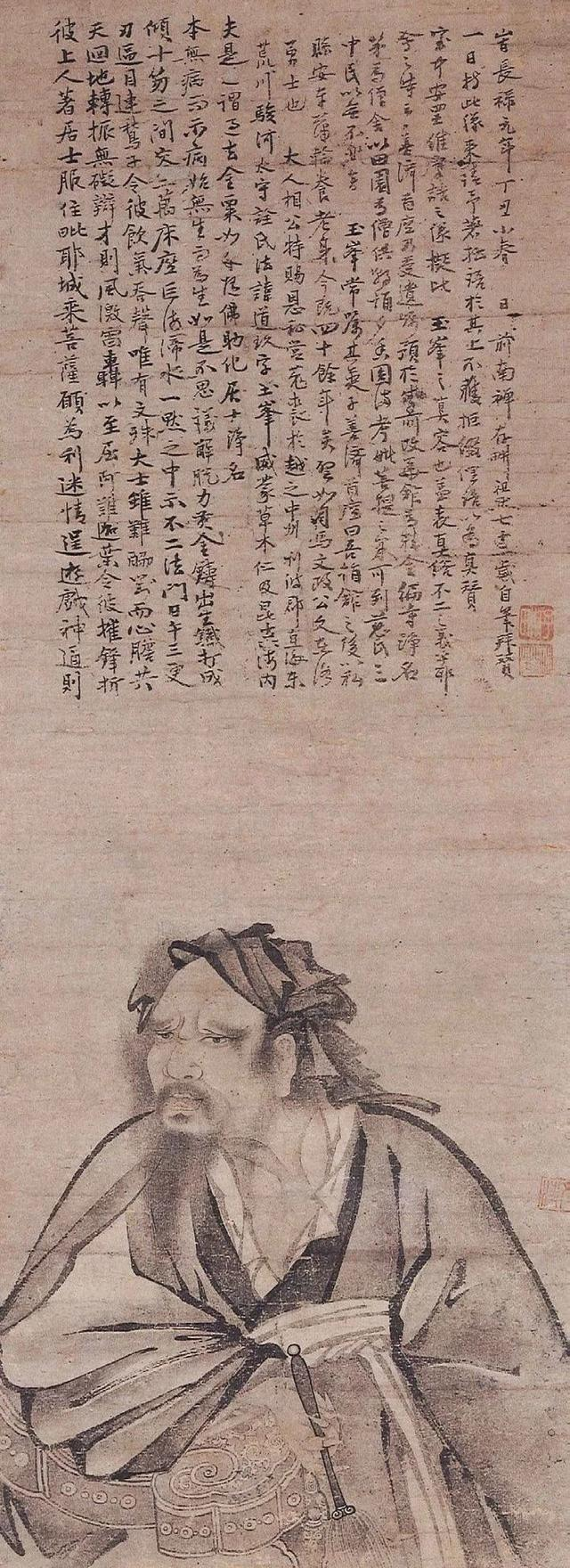
紙本墨画維摩居士像 室町時代 文清筆 長禄元年（1457年）祖黙賛 奈良・大和文華館蔵
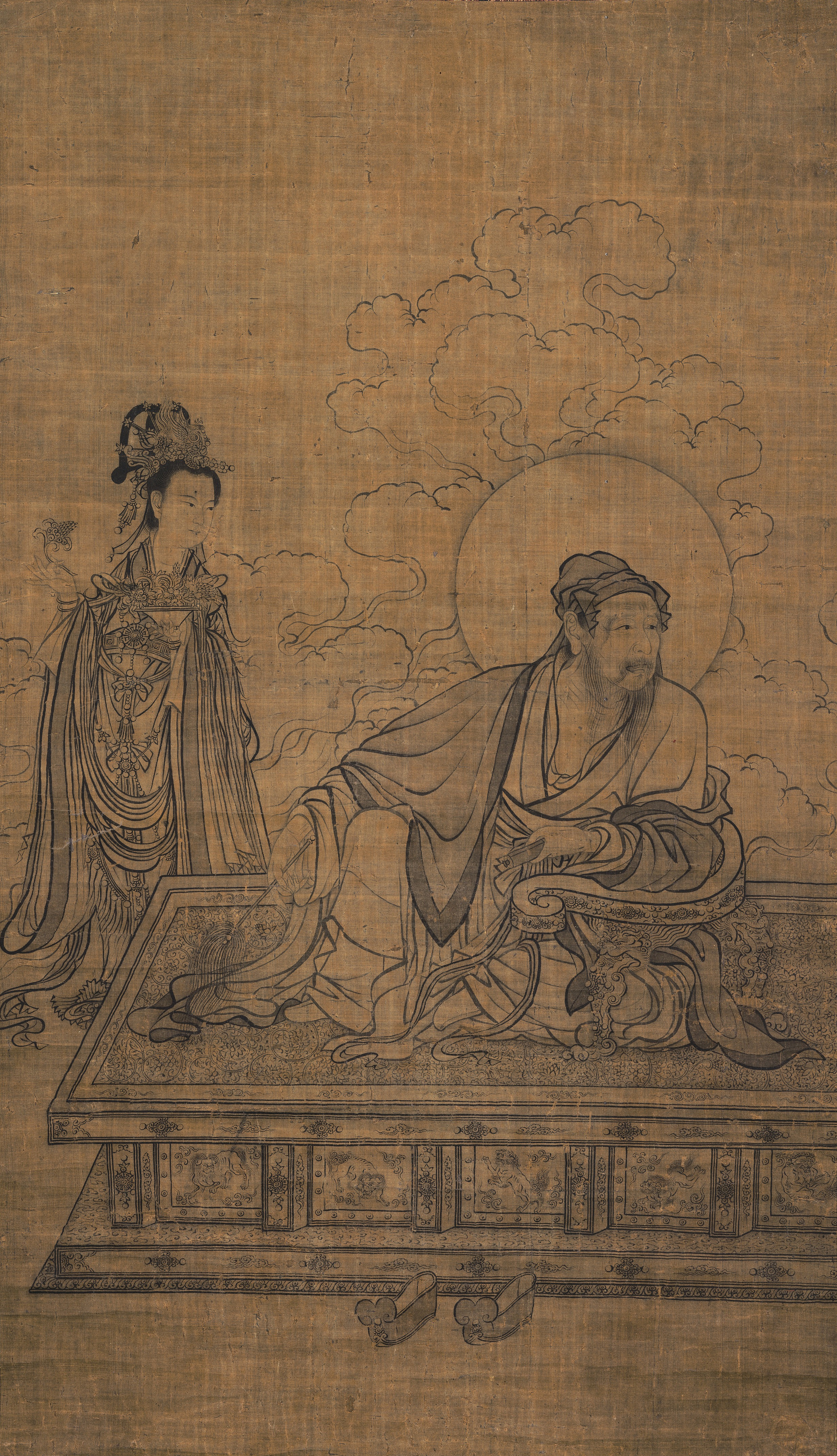
絹本墨画維摩居士像 南宋 京都国立博物館蔵
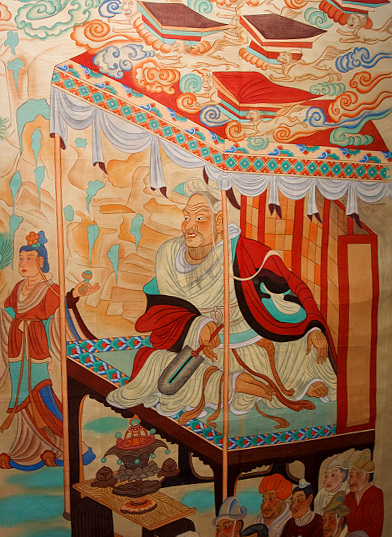
文殊菩薩と論ずる維摩居士 敦煌 莫高窟